# Хилл, Джо (баскетболистка)
Джоанна «Джо» Кей Хилл (англ. Joanne "Jo" Kay Hill; род. 19 июня 1973 года в Марри-Бридж, штат Южная Австралия, Австралия) — австралийская профессиональная баскетболистка, выступала в женской национальной баскетбольной лиге и в составе национальной сборной Австралии. Играла на позиции лёгкого форварда.

## Биография
Джо Хилл играла в австралийской женской национальной баскетбольной команде в конце 1990-х и начале 2000-х годов. Хилл соревновалась на летних Олимпийских играх в Сиднее, где завоевала серебряную медаль. Училась в Австралийском институте спорта в 1992—1993 годах. Представляла сборную Австралию на чемпионате мира 1998 в Германии, где выиграла бронзовую медаль. В 1993 году Джо Хилл была игроком первой в истории австралийского баскетбола команды, члены которой были удостоены золотых медалей на женском чемпионате мира среди юниоров, состоявшемся в Южной Корее. Во время игры за сборную Австралии Джо зарекомендовала себя как талантливый и разносторонний игрок.
В отечественной Женской национальной баскетбольной лиге (ВНБЛ) Хилл сыграла более 300 матчей в составе Норт-Аделаида (в 1989—1991), команды Австралийского института спорта (в 1992—1993), Аделаида Лайтнинг (1994—1999/00 и 2010/11-2013/14), Канберра Кэпиталз (2003/04) и Таунсвилл Файр (2009/10). Кроме Хилл, лишь восемь других игроков сыграли 300 и более матчей в ВНБЛ. Если бы Хилл не сыграла несколько сезонов в Испании и Франции во второй половине 2000-х годов, вполне вероятно, что она побила бы рекорд в 377 игры, который держат её бывшие товарищи по команде Рэйчел Спорн и Люсиль Бейли.
В 37 лет Джо Хилл объявила о своем уходе из профессионального баскетбола по окончании сезона ВНБЛ 2010/11. Однако затем руководство Аделаида Лайтнинг уговорило её вернуться на площадку в сезоне 2011/12, где она была назначена капитаном.

### Награды
В 1993 году Хилл завоевала звание Лучшего игрока на Женском чемпионате Южной Австралии. В сезоне 1999/00 годов вошла в пятёрку лучших игроков турнира ВНБЛ. В сезоне 2003/04 годов Хилл была награждена пожизненным членством в ВНБЛ.